# Pachydactylus affinis
Espèce
Pachydactylus affinis est une espèce de geckos de la famille des Gekkonidae.

## Répartition
Cette espèce se rencontre au Transvaal en Afrique du Sud et au Zimbabwe.

## Description
Ce gecko est insectivore.

## Publication originale
- Boulenger, 1896 : Descriptions of two new lizards from the Transvaal. Annals and Magazine of Natural History, ser. 6, vol. 17, p. 21-22 (texte intégral).